# La fidanzata dal volto blu
La fidanzata dal volto blu è un dipinto a olio su tela (100x80 cm) realizzato tra il 1932 ed il 1960 dal pittore Marc Chagall.